# Lore☆Restart
Lore☆Restart（ロアリスタート）は2020年まで活動していた日本の女性アイドルグループ。
略称は「ロアリス」。
姉妹グループとして、「Lore☆Eternal」(ロアエターナル)、「Lore☆Next」(ロアネクスト)がある。

## 略歴・概要

### 2018年
- 06月30日 新宿ReNYにてデビュー。
- 10月16日 七瀬 ゆうかが卒業[1]。
- 11月03日 新宿ReNYにて桜葉 ひな、高崎 あゆりを迎えての新体制お披露目。

### 2019年
- 01月19日 代アニLIVEステーションにて1stワンマンライブ開催[2]。
- 06月23日 新木場スタジオコーストにて桜井ななを迎えての新体制お披露目。

### 2020年
- 12月10日 グループの解散を発表[3]。
- 12月29日 赤羽ReNY alphaにて開催された〜Lore☆Restart解散ライブ〜にてLore☆Restartとしての活動を終了[4]。

## メンバー
| 名前        | よみ            | 愛称                 | 担当カラー | 生年月日               | 出身地             | 備考                                                           |
| ----------- | --------------- | -------------------- | ---------- | ---------------------- | ------------------ | -------------------------------------------------------------- |
| 蒼唯 なぎさ | あおい なぎさ   | なぎさ、なぎさちゃん | ■蒼        | 1996年10月24日（28歳） | 東京都             | リーダー。現在は『僕だけの天使』のメンバー。現芸名は蒼唯うみ。 |
| 斉川 りか   | さいかわ りか   | りか、りかちゃん     | ■黄        | 1997年3月22日（27歳）  | 北海道             | 現在は『HAPPY少女♪』のメンバー。現芸名は宮白琉那。             |
| 高崎 あゆり | たかざき あゆり | ぱいせん、あゆ       | ■紫        | 1993年6月24日（31歳）  | 埼玉県             | 最年長                                                         |
| 月宮 ゆに   | つきみや ゆに   | ゆに、ゆにちゃん     | ■桃        | 2001年5月31日（23歳）  | 沖縄県、東京都育ち | 最年少                                                         |
| 松島 じゅり | まつしま じゅり | じゅり、じゅりちゃん | ■赤        | 1995年8月12日（29歳）  | 静岡県             | 元『YUMEADO EUROPE』のメンバー。                               |

### 旧メンバー
| 名前        | よみ          | 愛称                         | 担当カラー | 生年月日               | 出身地 | 備考 |
| ----------- | ------------- | ---------------------------- | ---------- | ---------------------- | ------ | ---- |
| 七瀬 ゆうか | ななせ ゆうか | ゆうか、ゆうかちゃん、ゆっこ | ■紫        | 1997年10月16日（27歳） |        |      |
| 桜葉 ひな   | さくらば ひな | ひな、ひなたん               | ■緑        | 1998年10月21日（26歳） | 千葉県 |      |
| 桜井 なな   | さくらい なな | ななも、なな                 | ■緑        | 1997年7月7日（27歳）   |        |      |

## 楽曲
- 届いて～ハイテイラオユエ～
- We Can Dream!!
- 23時のシンデレラ
- 抱き締め TEN-HOLD
- ムスカリの花
- 僕はダンサー
- 虹色
- 虹ノ糸
- きみ色未来
- マッドアルケミスト
- パノラマ
- Storm Love